# Symplectoscyphus tricuspidatus
Symplectoscyphus tricuspidatus is een hydroïdpoliep uit de familie Sertulariidae. De poliep komt uit het geslacht Symplectoscyphus. Symplectoscyphus tricuspidatus werd in 1856 voor het eerst wetenschappelijk beschreven door Alder.

## Beschrijving
Bij deze soort zijn de hoofdstelen slank en delen ze soms dichotoom. De zijtakken zijn afwisselend gerangschikt en vaak is er secundaire vertakking. De hydrothecae (omhulsel dat de poliepen omsluit) zijn afwisselend, één voor elke internode. Ze zijn ongeveer buisvormig en de marge draagt drie tandjes. Het operculum bestaat uit drie driehoekige flappen. De gonothecae (omhulsel van de voortplantingsstructuren) zijn klokvormig en lopen taps toe naar de basis, er zijn opvallende, diepe dwarsruggen. De opening is naar verluidt trechtervormig met een gladde rand, maar deze structuur wordt vaak samengevouwen in geconserveerde exemplaren.

## Verspreiding
Symplectoscyphus tricuspidatus is een noordelijke soort op de Britse Eilanden, de meeste beschrijvingen komen uit de noordelijke delen van de Noordzee.